# Császártöltés
Császártöltés é um município da Hungria, situado no condado de Bács-Kiskun. Tem 82,06 km² de área e sua população em 2015 foi estimada em 2.203 habitantes.